# Parasphaerosyllis ezoensis
Parasphaerosyllis ezoensis är en ringmaskart som beskrevs av Imajima och Hartman 1964. Parasphaerosyllis ezoensis ingår i släktet Parasphaerosyllis och familjen Syllidae. Inga underarter finns listade i Catalogue of Life.